# Hierodul
Hierodul är en benämning från grekiska antiken på en tempelslav eller slavinna, i synnerhet en sådan som stod i tempelprostitutionens tjänst. Vid Afrodites tempel i Korinth fanns på 400-talet f. Kr. över tusen sådana hieroduler.